# دان لاووی
دونالد چارلز لاووی (Donald Charles Lavoie) (4 آوریل ۱۹۵۱–۶ نوامبر ۲۰۰۱)، اقتصاددان آمریکایی از مکتب اتریش بود. او بر فریدریش هایک، هانس-گئورگ گادامر، مایکل پولانی و لودویگ لاخمان اثرگذار بود. او دو کتاب در مورد مسئله محاسبات اقتصادی نوشت. کتاب او در ارتباط با این موضوع «رقابت و برنامه‌ریزی مرکزی» (انتشارات دانشگاه کمبریج ۱۸۸۵) بود. این کتاب در مورد اهمیت فرایند رقابت در بازارها تأکید ورزید. کتاب دوم او با عنوان «برنامه‌ریزی اقتصاد ملی: چه چیزی باقی مانده‌است؟» (کمبریج، ماساچوست: شرکت انتشاراتی بالینگر، ۱۹۸۵) در ارتباط با مسئله برنامه‌ریزی غیر-جامعه است.

## اوان زندگی و آموزش
لاووی مدرک BS خود را در دانش‌های رایانه‌ای، طی سال ۱۹۷۳ میلادی از مؤسسه پلی‌تکنیک ووستر کسب نمود. سپس PhD اش را در اقتصاد، طی سال ۱۹۸۱ و از دانشگاه نیویورک، تحت نظارت ایزرائل کرزنر کسب نمود. تز او تحت این عنوان بود: «رقابت و برنامه‌ریزی مرکزی: ارزیابی مجدد مناظره برسر محاسبات اقتصادی تحت سوسیالیسم» (Rivalry and central planning: a re-examination of the debate over economic calculation under socialism).‏

## حرفه
دان لاوی در سمت استادیار به هیئت علمی دپارتمان اقتصاد دانشگاه جرج میسون در ۱۹۸۱ پیوست. او مؤسس مشترک واحد بین رشته‌ای بود که با عنوان «برنامه یادگیری اجتماعی و سازمانی» در دانشگاه جرج میسون شناخته می‌شد.
او به عنوان استاد جوان بر روی فلسفه و به کارگیری مباحثات الکترونیکی کار کرد. او اهمیت راه‌های جدید ایجاد محیط‌های آموزشی تعاملی (محیط‌های نرم‌افزاری گروه‌افزاری و ابرمتنی) جهت تسهیل فرایندهای ارتباطی در سازمان‌ها را می‌دانست. او طبیعت بنیادین فرایندهای آموزشی اجتماعی را در مکان‌هایی چون بازارهای تبادلی، مکالمات شفاهی یا محاورات ابرمتن-محور نشان داد.
او به عنوان یک محقق، فلسفه علوم اجتماعی (به‌ویژه کاربرد هرمنوتیک در اقتصاد) و سامانه‌های اقتصادی مقایسه‌ای (به‌ویژه نظریات اقتصادی سوسیالیسم) را مورد مطالعه قرار داد. وی به همراه ریچارد ابلینگ و سایرین، از پیشتازان تلاش جهت ادغام اقتصاد اتریشی با هرمنوتیک فلسفی در اواخر دهه ۱۹۸۰ بود، به‌ویژه در زمینههرمنوتیک هانس-گئورگ گادامر. تلاش‌های او موجب انتقاداتی از سوی اعضای متعدد مکتب اتریشی مؤسسه میزس، به‌ویژه موری راتبارد و هانس هرمان هپه شد.
وی در کتاب «فرهنگ و تجارت: توسعه، نمایش و اخلاقیات تجارت» (نیویورک: راتلج ۲۰۰۰) که همراهبا امیلی چملی-رایت تألیف نمود، نقش مهم فرهنگ در توسعه اقتصادی یک ملت را در نظر گرفتند.
وی همچنین با مؤسسه کیتو نیز کار کرد.

## مرگ و میراث
طی بهار ۲۰۰۱ میلادی، سرطان لوزالمعده در لاووی تشخیص داده شد. او اواخر همان سال بر اثر سکته درگذشت. به یاد او کنفرانسی پس از مرگ برگزار شد و کتابی شامل مجموعه مقالات نیز به یادش منتشر گردید.